# Летисия Калдерон
Летисия Калдерон (на испански: Leticia Calderón) е мексиканска актриса и телевизионна водеща. Живяла е в Алварадо, Веракрус, Гуаямас, Сонора, Ла Пас и Мексико, където учи в „Centro de Capacitación de Televisa“ (център по драматични изкуства към канал Televisa).

## Биография
Кармен Летисия Калдерон Леон е родена на 15 юли 1968 в град Мексико. Родителите ѝ са Марио Калдерон и Кармен Леон. Има трима братя: Марио, Мигел и Алехандро. На 13-годишна възраст се явява на прослушване за теленовелата „Chispita". След успешното си представяне в тази теленовела, Летисия се записва да учи в „Centro de Capacitación de Televisa“. Най-популярна става с теленовелата „Есмералда“ от 1997 г. В периода 2000-2008 година Летисия се посвещава на децата си, по-особено на сина си Лусиано, който страда от Синдрома на Даун. Изключение правят специалните ѝ появявания в теленовелата „Истинска любов" и „Ранени души". Омъжва се два пъти. С първия ѝ съпруг – Марко Лопес са заедно от 1999 до 2000 г., а с вторият – Фран Коядо от 2003 до 2008 г.

## Филмография

### Теленовели
- Моята вечна любов (2024) – Грета
- Непобедима любов (2023) – Хосефа Айспуро де Торенегро
- Империя от лъжи (2020) – Виктория Роблес де Канту
- Самотен с дъщери (2020) – Кармина де Монтеро
- Сърцето никога не греши (2019) – Елса Рейносо
- Да обичам без закон (2019) – Фабиола Артемиса
- Жените в черно (2016) – Ирене Паласуелос
- Не ме оставяй (2015-2016) – Инес Урутия де Мурат
- Смела любов (2012) – Исадора
- Силата на съдбата (2011) – Алисия Виягомес
- В името на любовта (2008–2009) – Карлота Еспиноса де лос Монтерос
- Ранени души (2006) – Фернанда де Арагон (млада)
- Истинска любов (2003) – Хана де ла Коркуела
- Коледна песен (1999) – Духът на бъдещите Коледи
- Лабиринти на страстта (1999) – Хулиета Валдерама
- Есмералда (1997) – Есмералда Пеняреал де Веласко
- Запален факел (1996) – Тереса де Мунис
- Любовни връзки (1995) – Асистентка на Силвия Пинал
- Затворничка на любовта (1994) – Консуело
- Между живота и смъртта (1993) – Сусана Трехос
- Валерия и Максимилиано (1991–1992) – Валерия Ландеро де Рива
- Аз купувам тази жена (1990) – Ана Кристина Монтес де Ока
- La casa al final de la calle (1989) – Тереса Алтамирано Нахера
- Опърничавата (1987) – Мария Фернанда Виялпандо
- Tal como somos (1987) – Мече
- El Camino Secreto (1986) – Алма
- Върховно изпитание (1986) – Тере
- El ángel caído (1985) – Клара Роблес дел Кастио
- Principessa (1984) – Вики
- Bianca Vidal (1982) –
- Амалия Батиста (1983) – Летисия
- Chispita (1982) –

### Програми
- Mujeres asesinas (2008) – Соня де Кеведо
- Улица Сезам (2007) – Д-р Лети
- Hoy (2006-2007) – Водеща
- Mujer, casos de la vida real (1994)
- Hora marcada (1990) – Лусия

### Кино
- Angelito mío (1998)
- Noche de ronda (1992) – Росита

### Театър
- 12 Mujeres en pugna (2009)
- Los árboles mueren de pie (2000)
- La Familia Real (1995)

## Награди и номинации
Награди TVyNovelas
| Година | Категория                            | Програма/Теленовела    | Резултат   |
| ------ | ------------------------------------ | ---------------------- | ---------- |
| 2016   | Най-добра първа актриса              | Не ме оставяй          | Печели     |
| 2013   | Най-добра актриса в отрицателна роля | Смела любов            | Печели     |
| 2010   | Най-добра актриса в отрицателна роля | В името на любовта     | Печели     |
| 2007   | Най-добра водеща                     | Hoy                    | Номинирана |
| 2000   | Най-добра актриса в главна роля      | Лабиринти на страстта  | Печели     |
| 1998   | Най-добра актриса в главна роля      | Есмералда              | Номинирана |
| 1997   | Най-добра актриса в главна роля      | Запален факел          | Номинирана |
| 1994   | Най-добра актриса в главна роля      | Между живота и смъртта | Номинирана |
| 1993   | Най-добра актриса в главна роля      | Валерия и Максимилиано | Номинирана |
| 1991   | Най-добра актриса в главна роля      | Аз купувам тази жена   | Номинирана |
| 1987   | Най-добра млада актриса              | Опърничавата           | Печели     |
| 1984   | Най-добър женски дебют               | Амалия Батиста         | Печели     |

Favoritos del público
| Година | Категория       | Теленовела  | Резултат |
| ------ | --------------- | ----------- | -------- |
| 2013   | Любима злодейка | Смела любов | Печели   |

Награди People en Español
| Година | Категория                            | Теленовела         | Резултат |
| ------ | ------------------------------------ | ------------------ | -------- |
| 2012   | Най-добра актриса в отрицателна роля | Смела любов        | Печели   |
| 2009   | Най-добра актриса в отрицателна роля | В името на любовта | Печели   |

Награди ACE (Ню Йорк)
| Година | Категория                  | Теленовела         | Резултат |
| ------ | -------------------------- | ------------------ | -------- |
| 2013   | Най-добро женско участие   | Смела любов        | Печели   |
| 2010   | Най-добра актриса          | В името на любовта | Печели   |
| 1998   | Женско участие на годината | Есмералда          | Печели   |

Galardón a los 30 grandes de TV y Novelas
| Година | Категория                                | Резултат |
| ------ | ---------------------------------------- | -------- |
| 2009   | Специална награда за цялостно творчество | Печели   |

Cocktail de la moda
| Година | Категория                                | Резултат |
| ------ | ---------------------------------------- | -------- |
| 2012   | Специална награда за цялостно творчество | Печели   |

Micrófono de Oro
| Година | Категория         | Теленовела         | Резултат |
| ------ | ----------------- | ------------------ | -------- |
| 2009   | Най-добро участие | В името на любовта | Печели   |